# Svart snapper
Svart snapper (Apsilus dentatus) är en fisk i familjen Lutjanidae som finns i Västindien.

## Utseende
Den svarta snappern har en avlång, men relativt hög kropp med litet, trubbigt huvud. Båda käkarna har två rader tänder: En yttre, med stora, kraftiga, och en indre, med smala, spetsigare tänder. Ryggfenan består av två delar, en styv med 10 taggstrålar, och en mjukare med 9 till 10 mjukstrålar. Även analfenan har samma uppbyggnad, med 3 taggstrålar och 8 mjukstrålar. Bröstfenorna är långa, och når bakåt till anus. Kroppen är violett till mörkbrun på ovansidan, ljusnande mot nedre delen och buken. Ungfiskarna tenderar att vara enfärgat blå. Arten kan som mest bli 65 cm lång och väga 3,17 kg.

## Vanor
Arten lever nära rev på djup mellan 100 och 300 m, vanligen 120 – 180 m, gärna över klippbotten. Ungfiskar kan emellertid påträffas i högre vattenlager. Den blir könsmogen vid en längd mellan 40 och 50 cm, samt leker under större delen av året. 

## Betydelse för människan
Den svarta snappern betraktas som en god matfisk, och ett visst kommersiellt fiske förekommer. Arten säljs både färsk och frusen.

## Utbredning
Arten finns i Västindien från Florida Keys och västra delen av Mexikanska golfen till farvattnen utanför Belize i Centralamerika.